# Neomys
El gènere Neomys comprèn 3 espècies d'Euràsia.
- Neomys anomalus
- Neomys fodiens
- Neomys schelkovnikovi